# Aké Arts and Book Festival

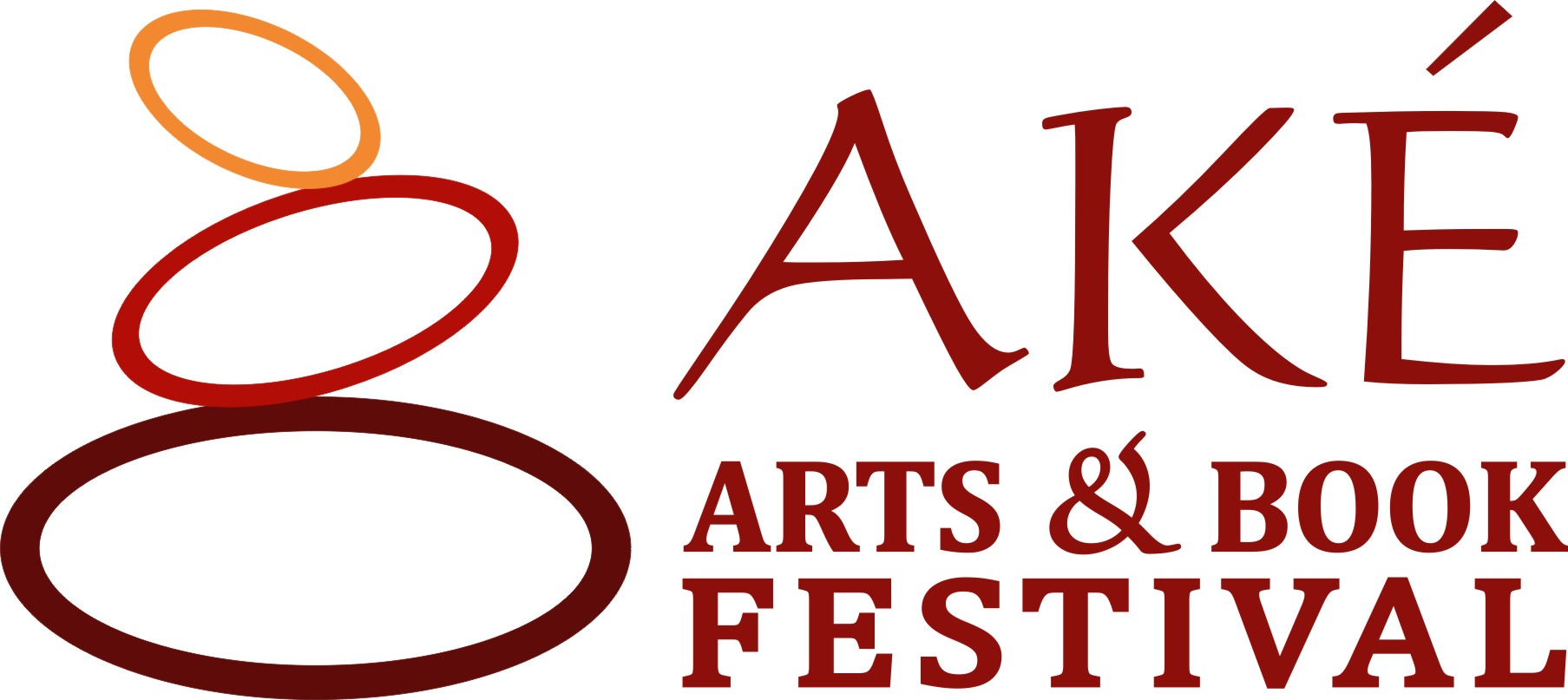

Das Aké Arts and Book Festival, kurz Aké Festival ist ein seit 2013 jährlich im Oktober oder November stattfindendes Kulturfestival in Nigeria, das als die größte jährlich stattfindende Veranstaltung für afrikanische Autoren und alle im Literaturbetrieb Tätigen beschrieben wird. Von 2013 bis 2017 fand das Festival in Abeokuta statt, seit 2018 wird es in Lagos durchgeführt. Gründerin des Festivals ist Lola Shoneyin.

## Geschichte des Festivals
Bereits das erste Aké Festival 2013, das den Titel „The Shadow of Memory“ trug, hatte ein hochwertiges, mehrtägiges Programm. Unter anderem gab Nobelpreisträger Wole Soyinka in einer Session jungen Nigerianern die Gelegenheit, ihn zu seinem Leben und Werk zu befragen. Von Anfang an hatte das Festival neben Literatur auch Theater, Musik und Film im Programm. Als Kritik an der ersten Ausgabe des Festivals ist ein Mangel an Besuchern zu nennen. Titel der folgenden Festivals waren 2014 „Bridges and Pathways“, 2015 „Engaging the Fringe“, 2016 „Beneath this Skin“, 2017 „This F-Word“ (F für Feminismus), 2018 „Fantastical Futures“ und 2019 „Black Bodies | Grey Matter“. Der Titel des Festivals für 2019 soll dabei auch das Thema psychischer Gesundheit beleuchten. 2019 fügte das Festival dem bereits seit Jahren reichhaltigen Programm mit Eat the Book, einer Veranstaltung bei der Rezepte aus afrikanischen Romanen serviert werden, ein weiteres Highlight für bisher nicht angesprochene Sinne hinzu.
Seit 2014 erscheint Aké Review als Veröffentlichung zum Festival.
Seit 2017 werden im Rahmen des Festivals die Nommo Awards verliehen, die ersten Preise für Science-Fiction und Fantasy aus Afrika.